# Magnezij
Magnézij (latinsko magnesium) je kemijski element, ki ima v periodnem sistemu simbol Mg in atomsko število 12. Magnezij je osmi najpogostejši element in sestavlja okoli 2 % Zemljine skorje, ter je tretji najbolj zastopan element od raztopljenih v morski vodi. Ta zemljoalkalijska kovina se večinoma uporablja kot sredstvo za izdelavo zlitin aluminij-magnezij.

## Pomembne lastnosti
Magnezij je dokaj trdna srebrno-bela, lahka kovina (za tretjino lažja od aluminija), ki na zraku rahlo potemni. V obliki prahu se ta kovina na zraku segreje in vžge ter gori z belim plamenom. V obliki kepe ga je težko vžgati, čeprav se zlahka prižge, če ga nastružimo na tanke trakove nastanejo tanki trakovi z zelenorumenimi in bordordečimi črtami. Nima okusa ter vonja.

## Uporaba
Magnezijeve spojine, še posebej magnezijev oksid, se v glavnem uporabljajo za negorečo oblogo v plavžih pri pridobivanju železa in jekla, neželeznih kovin, stekla in cementa. Magnezijev oksid in druge spojine se uporabljajo tudi v kmetijski, kemijski in gradbeni industriji. Glavna raba tega elementa je kot zlitinski dodatek aluminiju, te zlitine aluminija-magnezija pa se uporabljajo v glavnem za izdelavo pločevink za pijače. Magnezijeve zlitine se uporabljajo tudi kot sestavni deli za avtomobile in mehanizme. Ta kovina se uporablja tudi za odstranitev žvepla iz železa in jekla.
Druge rabe:
- Magnezij je, podobno kot aluminij, trden in lahek, zato se pogosto uporablja pri boljših volanih.
- Zlitine z magnezijem so nujne za konstruiranje letal in izstrelkov.
- Kot zlitinski agent ta kovina izboljša mehanske, obdelovalne in varilne lastnosti aluminija.
- Aditivno sredstvo v običajnih gorivih in izdelava grudastega grafita v litem železu.
- Reducirajoče sredstvo za izdelavo čistega urana in drugih kovin iz njihovih soli.
- Magnezijev hidroksid se uporablja v magnezijevem mleku, njegov klorid in sulfat v grenkih solih, njegovi citrati pa v zdravstvu.
- Pogorjen magnezit se uporablja v izolacijske namene kot opeka in podloga v pečeh in pretvornikih.
- Magnezij je tudi vnetljiv in gori pri visoki temperaturi. Zaradi tako ekstremno visokih temperatur je primeren za netenje opozorilnih ognjev pri težavah na prostem.
- Magnezijev karbonat (MgCO3) v obliki praška uporabljajo športniki, denimo telovadci in dvigovalci uteži, da z njim izboljšajo prijem predmetov - telovadne naprave, droga ali prečke z utežmi.
- Druge rabe vključujejo fotografiranje z bliskovico, svetlobne signale in pirotehniko, vključno z zažigalnimi bombami.

## Varnostni ukrepi
Magnezij in magnezijeve zlitine so eksplozivne, ampak so zelo vnetljive v čisti obliki, ko so staljene ali v obliki traku. Goreče ali staljene magnezijeve kovine burno reagirajo z vodo. Pri delu z magnezijevem prahom se uporabljajo zaščitna očala z zaščito pri varjenju, saj  bela svetloba pri varjenju vsebuje ultravijolično svetlobo, ki lahko trajno poškoduje oči.
Magnezij v kombinaciji z vodo daje visoko gorljiv vodikov plin:
Mg(s) + 2 H2O (l) → Mg(OH)2(s) + H2(g)
Kot razultat reakcije, vode ni mogoče uporabiti za gašenje požarov, saj bi magnezij v stiku z vodo le še okrepil gorenje. Za gašenje se uporablja suhi pesek, ampak je uporaben samo na ravnih površinah. Magnezij pravtako reagira z ogljikovim dioksidom (CO2) v obliki magnezijevega oksida in ogljika:
2 Mg(s) + CO2 → 2 MgO(s) + C(s)
Zato ogljikov dioksid v gasilnih aparatih ni primeren za gašenje požarov magnezija.
Gorenje magnezija se običajno ohladi s pomočjo suhega hladilnega sredstva (kategorija D), ali prekritje požara s suhim peskom da odstrani vir zraka.

## Navedeni viri
- Rumble, John R., ur. (2018). CRC Handbook of Chemistry and Physics (99. izd.). Boca Raton, FL: CRC Press. ISBN 978-1-1385-6163-2.